# Subway to Sally
Subway to Sally är ett tyskt folk metalband från Potsdam som grundades i början av 1990-talet. Musiken har tydliga medeltida och folkmusikinfluenser, i senare tid även inslag av gothic metal, symfonisk metal, Neue Deutsche Härte, klassisk musik och orientalisk folkmusik. Folkinstrumenten som används är säckpipa, skalmeja, fiol, mandolin, vevlira och luta. Bandet har släppt 13 studioalbum, i det första var de flesta låtarna skrivna på engelska, därefter försökte man sig på latin och gaeliska språk men skriver numera alla texter på tyska. Deras storhet är främst inom tyskspråkiga länder och har därför spelat få gånger utanför de länderna.

## Medlemmar
Nuvarande medlemmar
- Michael "Bodenski" Boden – akustisk gitarr, elektrisk gitarr, vevlira, bakgrundssång (1990–)
- Michael "Simon" Simon – akustisk gitarr, elektrisk gitarr, elektrisk marintrumpet, bakgrundssång (1990–)
- Ingo Hampf – elektrisk gitarr, 8-strängad luta, mandolin, mandola, geyerleier (1990–)
- Erich-Uwe "Eric Fish" Hecht – blåsinstrument, sång (1991–)
- Almut "Ally" Storch – violin, viola (2016–)
- Silvio "Sugar Ray" Runge – basgitarr
- Simon Michael Schmitt – trummor, percussion (2005–)

Tidigare medlemmar
- David Pätsch – percussion (1997–2004)
- Jörg B. – percussion (1991)
- T.W. – percussion (1991–1997)
- Silke "Frau Schmitt" Volland – violin, viola (1990–2016)

## Diskografi
Studioalbum
- 1994: Album 1994, (Costbar)

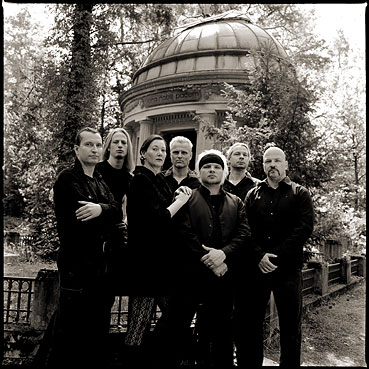
Bandfoto (2007).

- 1995: MCMXCV (1995), (Stars in the Dark)
- 1996: Foppt den Dämon! (Red Rooster)
- 1997: Bannkreis (BMG Ariola)
- 1999: Hochzeit (BMG Ariola)
- 2001: Herzblut (Island Mercury)
- 2003: Engelskrieger (Motor Music)
- 2005: Nord Nord Ost (Nuclear Blast)
- 2007: Bastard (Nuclear Blast)
- 2009: Kreuzfeuer (Nuclear Blast)
- 2011: Schwarz in Schwarz (StS Entertainment)
- 2014: Mitgift (StS Entertainment)
- 2019: Hey! (StS Entertainment)
- 2023: Himmelfahrt (Napalm Records)

Livealbum
- 2000: Schrei! (BMG Ariola)
- 2006: Nackt (Nuclear Blast)
- 2008: Schlachthof (Nuclear Blast)
- 2010: Nackt II (StS Entertainment)
- 2017: Neon (StS Entertainment)

Samlingsalbum
- 2001: Best of Subway to Sally 1 Die Rose im Wasser (BMG)
- 2010: Best of Subway to Sally 2 Kleid aus Rosen (STS Entertainment)

Musikvideor
- 1994: Where Is Lucky?
- 1995: Grabrede
- 1996: Sag dem Teufel
- 2003: Unsterblich
- 2005: Sieben
- 2007: Auf Kiel
- 2009: Besser du rennst
- 2009: Eisblumen (Lyric-video)
- 2009: Judaskuss (Lyric-video)
- 2011: Das Schwarze Meer
- 2012: MMXII (Lyric-video)
- 2014: Schwarze Seide

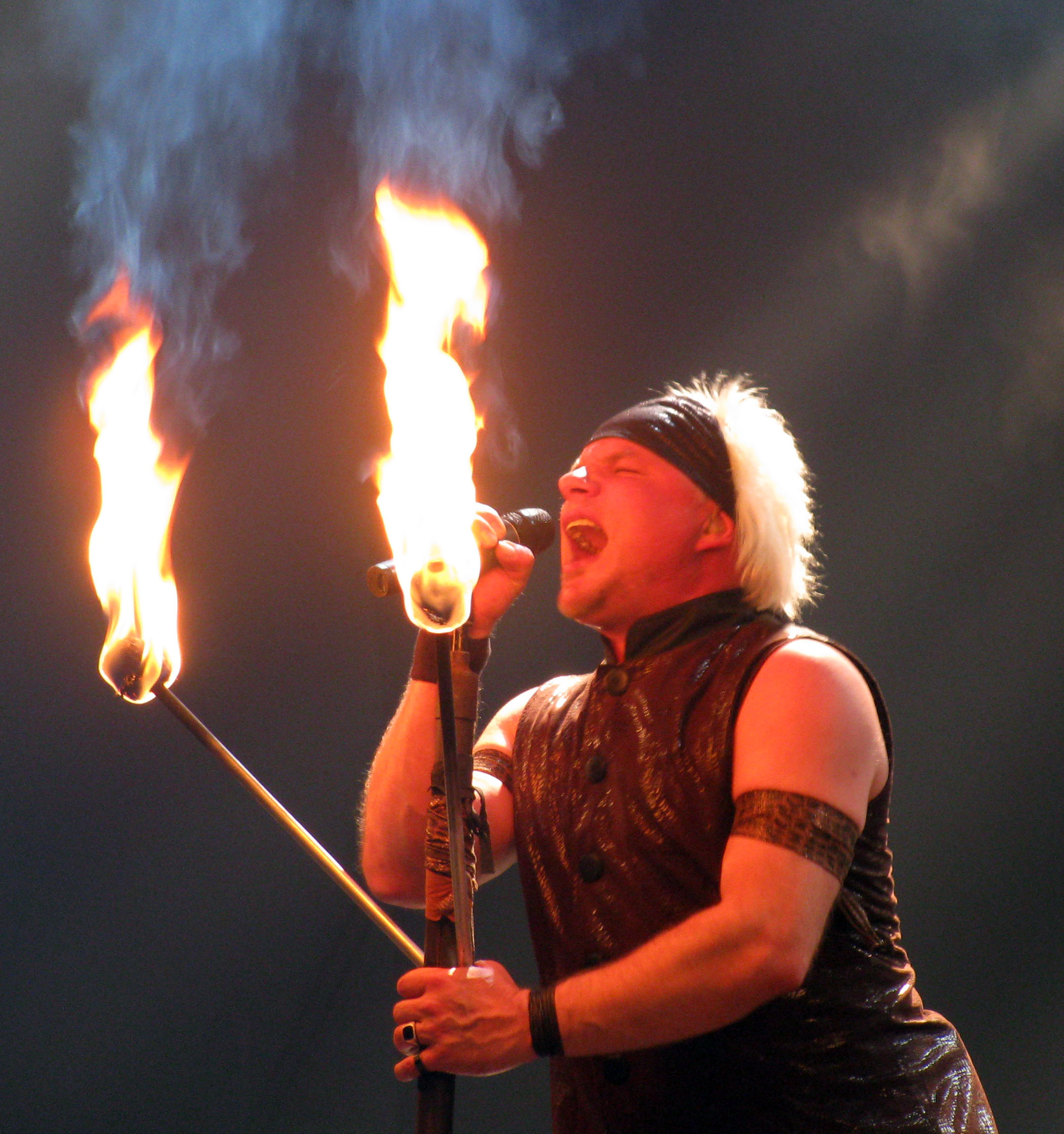
Sångaren "Eric Fish" (2008).

- 2014: Grausame Schwester (Lyric-video)
- 2015: Mitgift (Lyric-video)
- 2018: Königin der Käfer
- 2019: Imperator Rex Graecorum
- 2019: Messias